# Fernando Figueiredo
Dom Frei Fernando Antônio Figueiredo O.F.M. (Muzambinho, 1 de dezembro de 1939) é um frade franciscano e bispo católico brasileiro. Foi o segundo bispo de Teófilo Otoni e primeiro bispo de Santo Amaro, função que ocupou até 2015.
Celebrante das missas no santuário Mãe de Deus tendo como concelebrante o padre Marcelo Rossi aos sábados, transmitidas ao vivo pela Rede Vida e aos domingos pela Rede Globo. É apresentador de diversos programas pela Rede Vida e pela RedeTV!.

## Formação
- Filosofia e Teologia - Instituto da Ordem Franciscana (Curitiba e Petrópolis)
- Teologia – Licenciatura: Instituto Católico de Lyon – França (1968-1969)
- Especialização: Teologia Dogmática - França 1969
- Doutoramento: Teologia dos primeiros séculos da Igreja (Patrística) – Instituto Patristicum Augustinianum – Roma (1969 – 1972)
- Outros Cursos: Licenciatura em Ciências Econômicas na Universidade Católica do Paraná.

## Atividades exercidas
- (1973 – 1984) - Professor de Teologia Dogmática e Teologia Patrística - Instituto Franciscano de Petrópolis; professor CEFEPAL
- (1974 – 1983) - Mestre dos Filósofos e Teólogos Franciscanos – Petrópolis
- (1982 – 1984) - Pároco de Piabetá
- (1980 - 1984) – Professor na Universidade Católica de Petrópolis

## Cargos supradiocesanos
- (1984 – 1989) Bispo auxiliar, coadjutor e diocesano de Teófilo Otoni; (1987 – 1995 e 1999 – 2003) - Membro da Comissão Episcopal de Doutrina da CNBB
- (1991 – 1995) - Presidente da referida Comissão
- (1992 – 1997) - Presidente do Secretariado de Cultura da Conferência Episcopal Latino-Americana
- (1997) - Delegado à Assembleia Especial do Sínodo dos Bispos para a América por eleição da Assembleia da CNBB e confirmado pelo papa João Paulo II
- (1997 – 2000) - Membro da Equipe de Reflexão Teológica – CELAM
- (1995 – 1999) - Membro do Pontifício Inst. de Cultura e do Diálogo com os não crentes – Roma
- (1995 – 2003) - Presidente do Regional Sul I – Bispos do Estado de São Paulo (Sul 1) - CNBB
- (1999 à atualidade) - Membro da Congregação para o Clero – Roma
- (2006 à atualidade) - Membro do Conselho Especial do Sínodo dos Bispos – Roma
- Membro do Conselho Superior da INBRAC - Rede Vida
- Capelão da Soberana Ordem dos Cavaleiros da Cruz de Malta
- Presidente de Honra da Cáritas Diocesana
- Presidente do Instituto Tecnológico Diocesano (ITD)